# 라라 길크리스트
라라 길크리스트(Lara Gilchrist, 1982년 ~ )는 캐나다의 배우이며, 메디신햇에서 태어났다.

## 방송
- 배틀스타 갤럭티카 시즌4

## 영화
- 블러드 헌터스 (2016년) - 엘리 역
- 키드냅 시티 (2016년)
- 카메라 샤이 (2012년)
- 햄릿(영어판) (2011년) - 오필리아 역
- 앤 베이비 윌 폴 (2011년) - 조디 역
- 둠스데이 2014 (2010년) - 레나 역
- 더 심스트리스 (2009년)
- 페어리테일 크리스마스 (2005년)
- 배틀스타 갤럭티카 - 2004년 시리즈 (2004년)